# 魏崧
魏崧（1785年—1854年），又名高崧，字祝亭、一字維嶽，號式南，湖南省新化縣人，道光二年（1822年）舉人、道光三年（1823年）進士。歷任四川樂山、大竹、隆昌、興文、鄰水、南充和南川等知縣。

## 生平
- 道光四年（1824年），署四川省樂山縣知縣[2]
- 道光五年（1825年），代理大竹縣知縣[3]
- 道光六年（1826年），署隆昌縣知縣[4]
- 道光七年五月，以違例用刑，致令詐騙犯自盡，革職[5]
- 道光十七年（1837年），署興文縣知縣[6]
- 道光十八年三月，捐復知縣[7]
- 道光二十一年（1841年），署鄰水縣知縣[8]
- 道光二十三年（1843年），署南充縣知縣[9]
- 道光二十四年（1844年），任南川縣知縣。
- 秩滿引見，卒巴縣旅次，年七十[10][11][12][13][14]。